# Kinzang Lhamo
Kinzang Lhamo (bhutanisch ཀིན་བཟང་ལྷ་མོ།; * 15. Juni 1998 in Bhutan) ist eine bhutanische Armeeangehörige, Ausdauersportlerin und olympische Marathonläuferin.

## Leben
Kinzang Lhamo lebt in Thimphu und ist seit 2020 Angehörige der Royal Bhutan Army. Sie begann mit dem Laufsport nach dem Eintritt in die Armee. Beim Snowman Race, einem 5-Tage-Laufwettbewerb über 203 Kilometer im Himalaya mit einem Gipfelpunkt von 5470 Metern, belegte sie 2022 den zweiten Platz hinter ihrer Landsfrau Karma Yangden.
Bei den Olympischen Spielen 2024 war sie eine von drei Teilnehmerinnen ihres Landes. Sie war Fahnenträgerin während der Eröffnungs- und der Schlussfeier. Über den Universalstartplatz nahm Kinzang Lhamo am Marathon der Frauen teil, die Qualifikationsnorm hatte sie nicht erfüllt, sie hatte aber beim Bhutan International Marathon in Punakha Dzong in einer Zeit von 3:26:42 h gesiegt. Lhamo belegte in ihrem Wettbewerb den 80. und damit letzten Platz in einer Zeit von 3:52:59 h. Damit verfehlte sie zwar ihre Bestzeit, ihr selbstgestecktes Ziel, den Lauf zu beenden, hatte sie aber erreicht. Zeitweise schien es, als müsste sie das Rennen aufgeben, sie wurde aber auf den letzten Kilometern von den Zuschauern frenetisch angefeuert, trotz einiger Gehpausen schaffte sie es schließlich, laufend die Ziellinie zu überqueren  – 90 Minuten und 4 Sekunden nach der Siegerin Sifan Hassan. Die Siegerehrung wurde deswegen zunächst verschoben und dann vom Veranstalter in die Schlussfeier integriert.